# Ramón Maximiliano Valdés

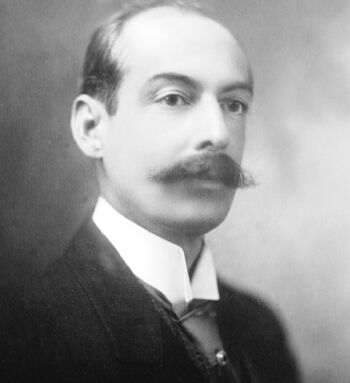
Ramón Maximiliano Valdés.

Maximiliano Ramón Valdés (nascido em 13 de outubro de 1867, em Penonomé, província de Coclé - falecido em 3 de junho de 1918 na Cidade do Panamá, com a idade de 50 anos) foi o sétimo Presidente do Panamá.
Logo após obter seu diploma de advogado na Colômbia, tornou-se ativo na política e foi um dos principais membros do Partido Liberal (Partido Liberal Nacional). Em 1916, foi nomeado por seu partido como candidato presidencial e ganhou a eleição. Em 1 de outubro de 1916, assumiu o cargo do ex-presidente Belisario Porras Barahona e permaneceu no poder até 3 de junho de 1918, onde morreu durante seu mandato. Seu sucessor no cargo de presidente foi Ciro Luis Urriola.